# Párvusz
Párvusz, född som Norbert Kiss, 1 mars 1981, är en ungersk konstnär. Párvusz studerade i Budapest och i Szeged.
Párvusz tecknar huvudsakligen med tuschpenna, ibland arbetar han med akvarell, men i allmänhet gör han bilder i svart-vitt. Den ungerska konstnären Endre Szász och den holländska konstnären M.C. Escher har gjort intryck på hans verk. Denna stil fann han under år 2004. 2005 reste Párvusz till Sameland och efter det började han teckna bilder med samiska teman. 2007 planerade han för att illustrera en bok om Kalevala med Bengt Pohjanen. Från 2009 började han bränna på trä.

## Galleri

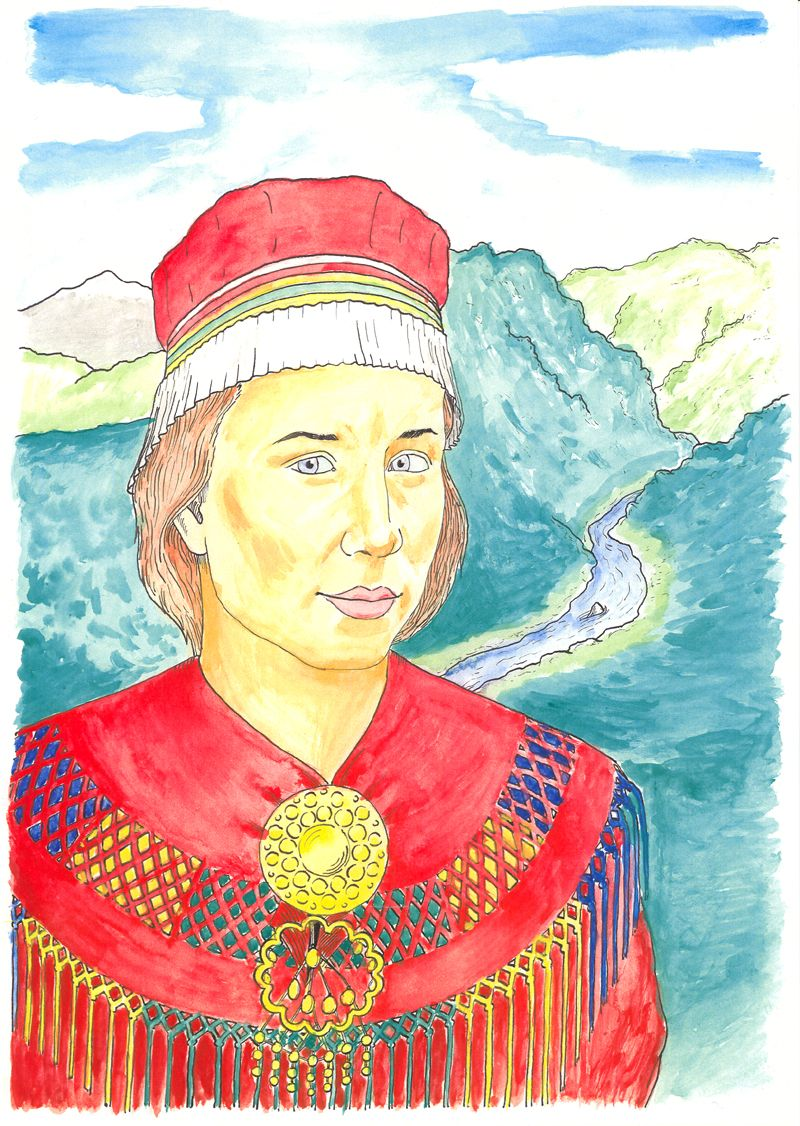
Samiska Mona Lisa
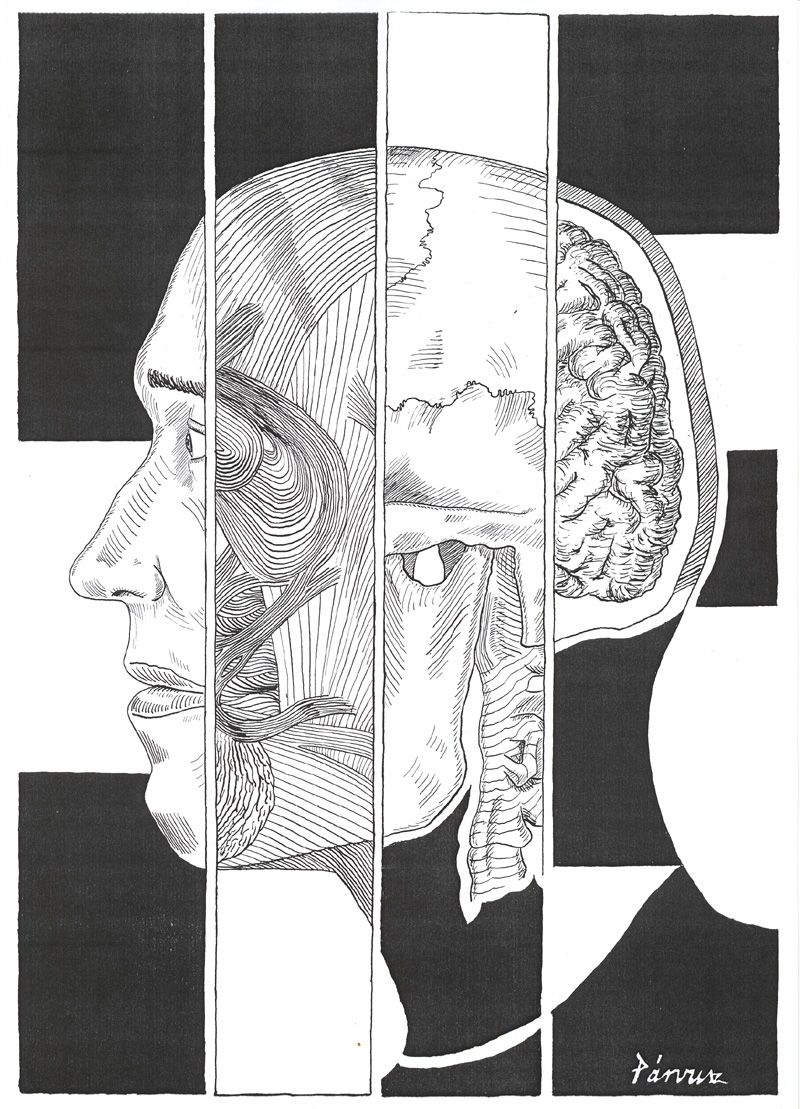
Anatomi i fyra deler
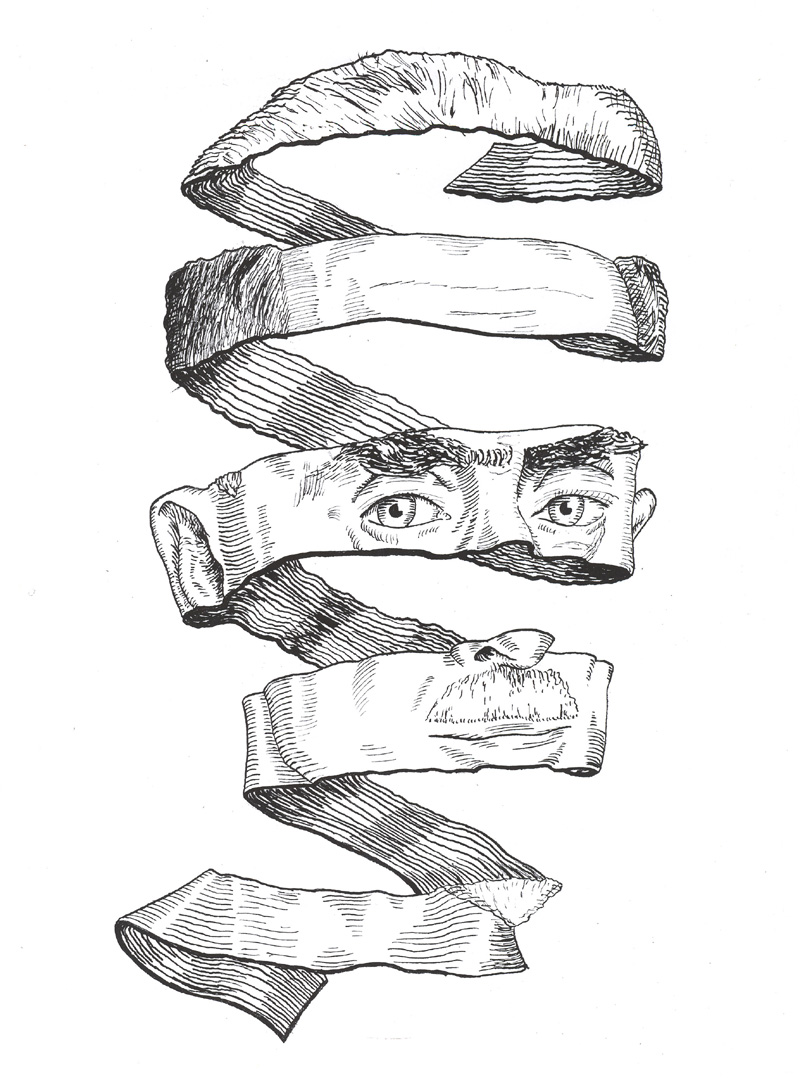
M. C. Escher i sina stil
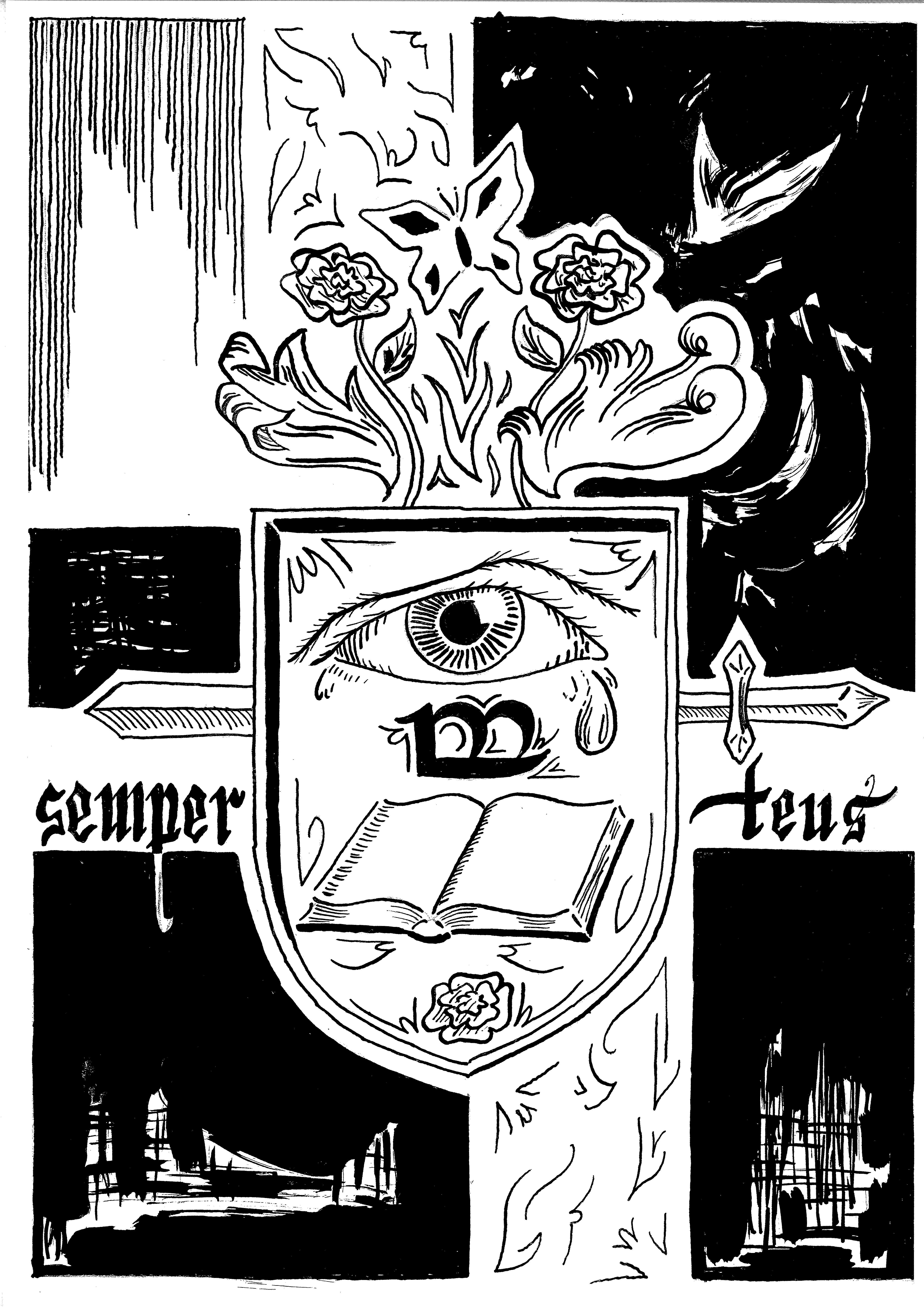
Martas vapen
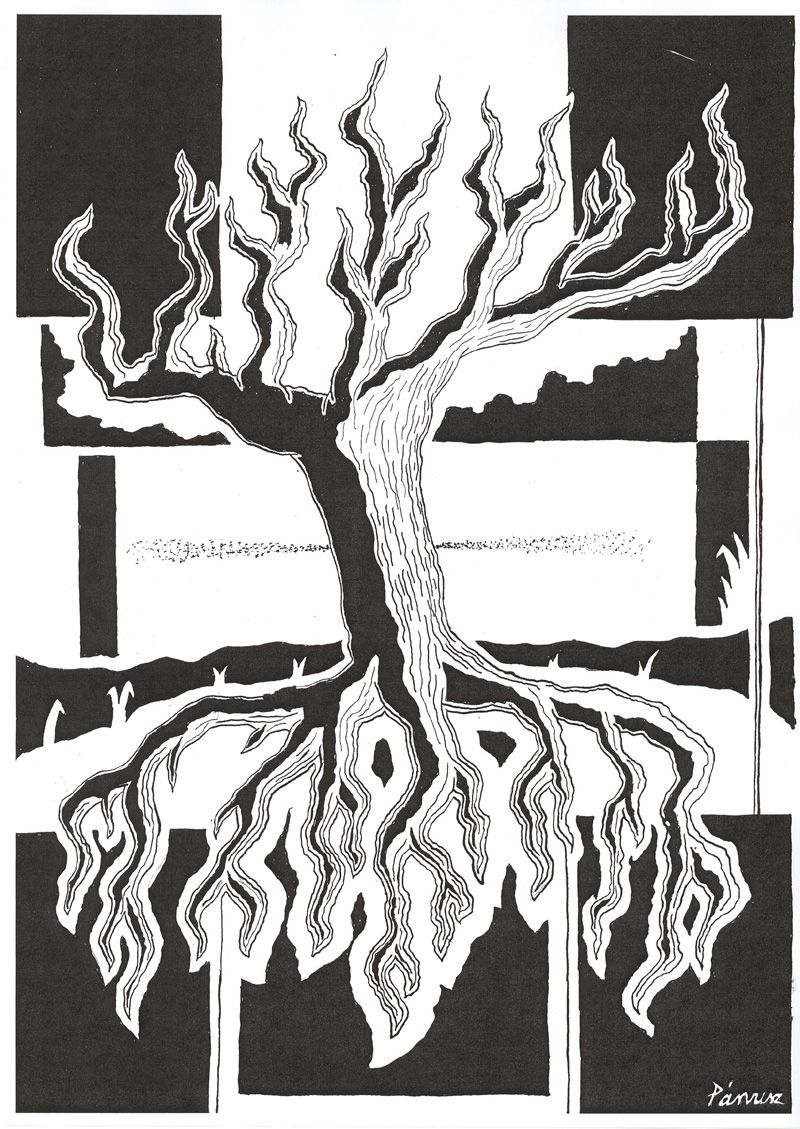
Träd - Rot
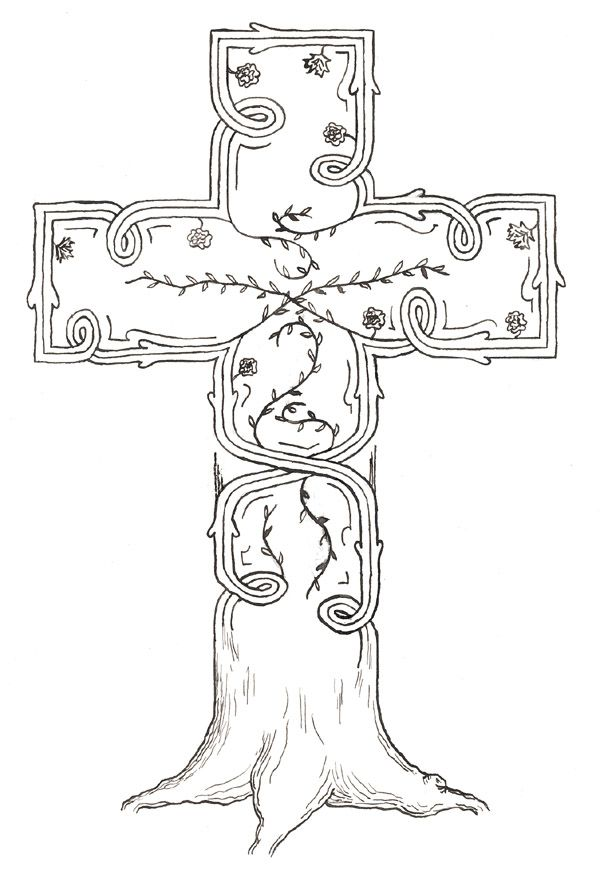
Kors numero 1
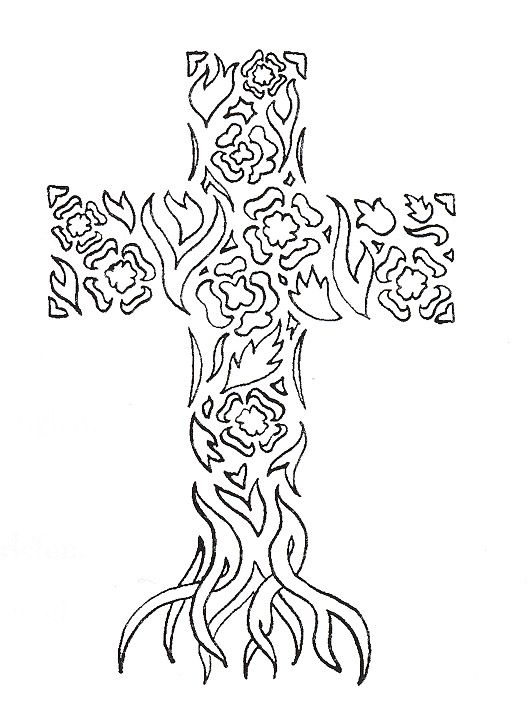
Kors numero 2
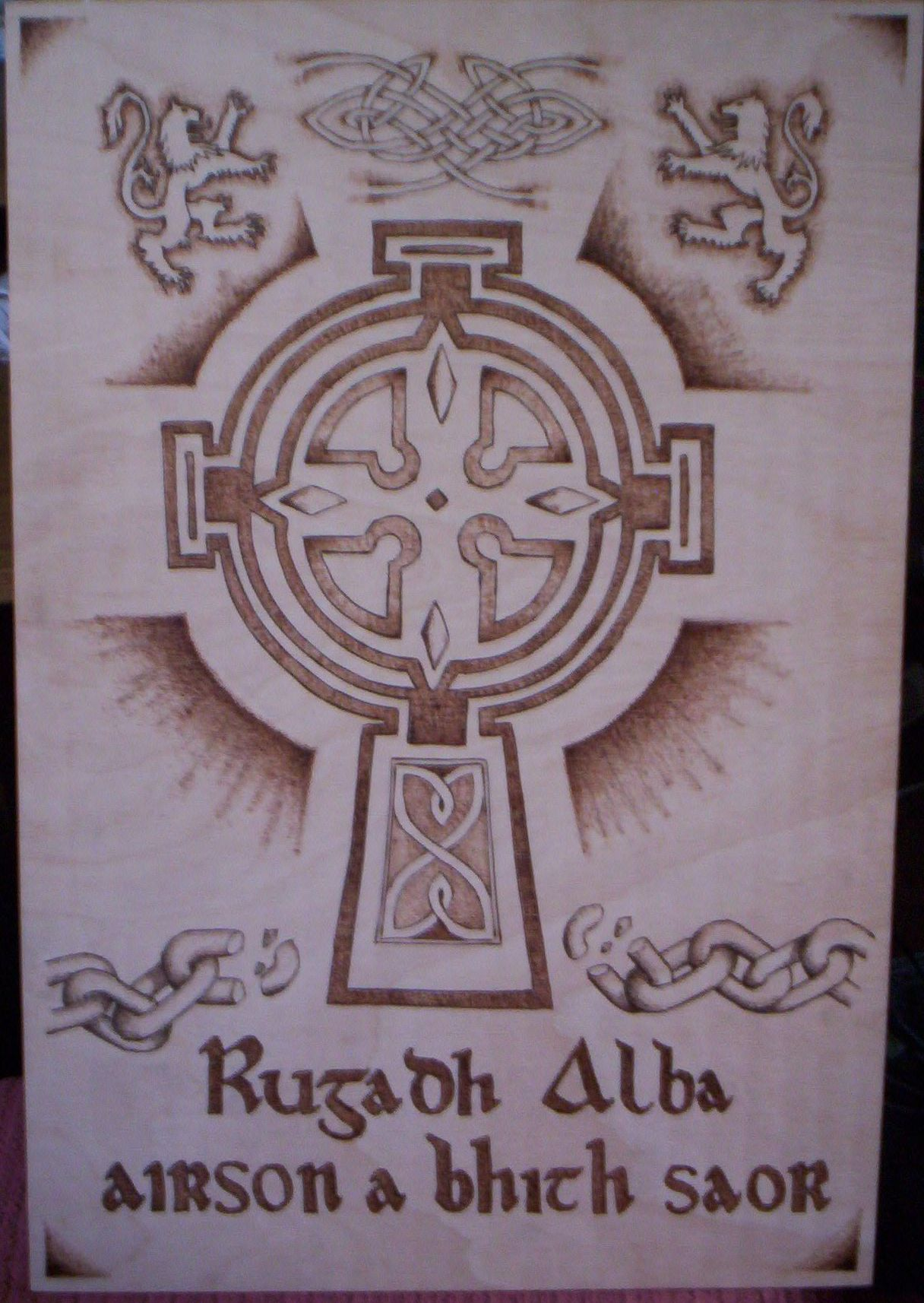
Keltiska kors
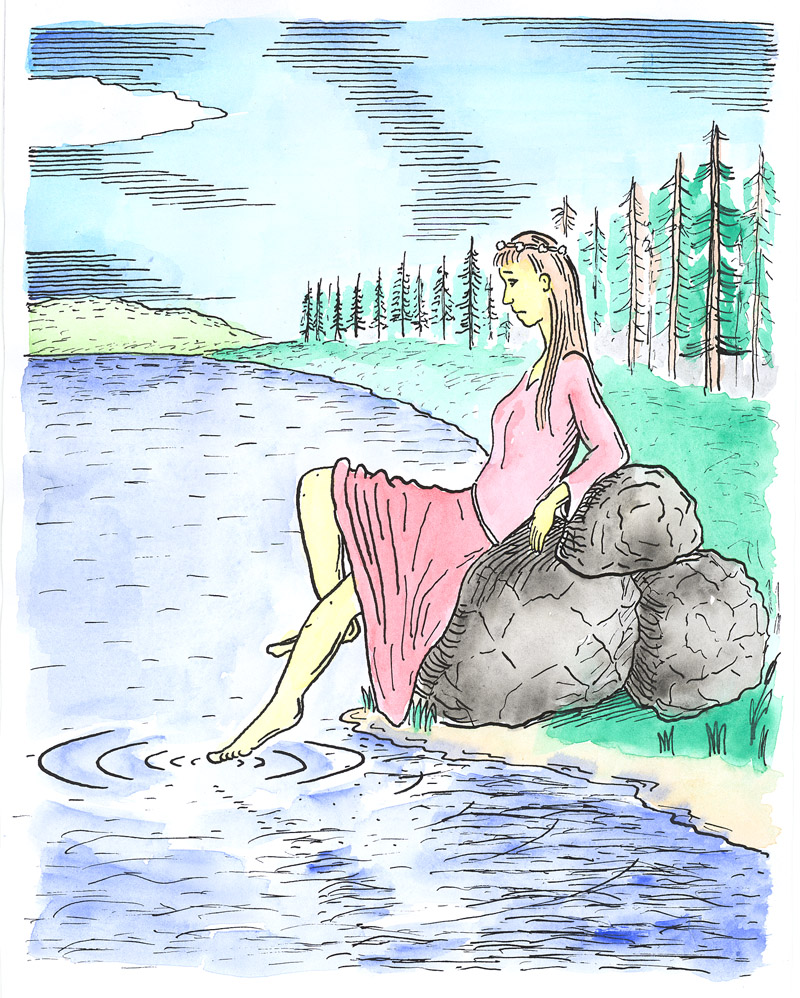
Aino
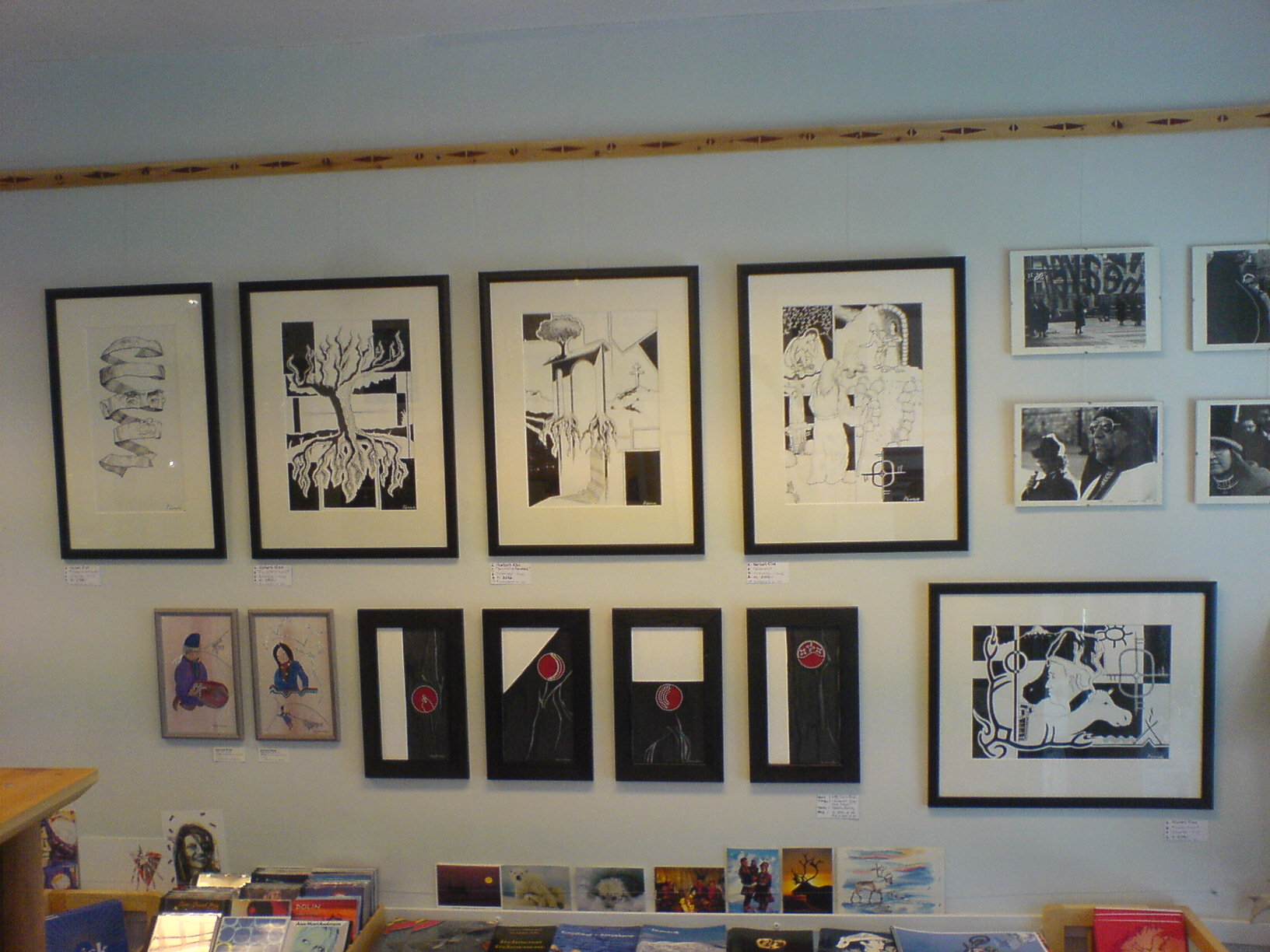
Parvusz bilder i Tromsø